# Murphy Rocks
Die Murphy Rocks sind bis zu 660 m hohe Felsvorsprünge im westantarktischen Marie-Byrd-Land. In den Ford Ranges ragen sie 19 km südöstlich des Mount West auf einem breiten und vereisten Gebirgskamm zwischen dem Hammond- und dem Boyd-Gletscher auf.
Kartierungen erfolgten anhand von Vermessungen bei der United States Antarctic Service Expedition (1939–1941) sowie durch den United States Geological Survey und Luftaufnahmen der United States Navy aus den Jahren von 1959 bis 1965. Das Advisory Committee on Antarctic Names benannte diese Formation nach Dion M. Murphy, Flugzeugmechaniker und Besatzungsmitglied an Bord von Hubschraubern bei der Operation Deep Freeze des Jahres 1968.